# Капулло, Грег
Грегори (Грег) Капулло (англ. Gregory (Greg) Capullo) — американский писатель и художник комиксов. Известен работой над Quasar (1991–1992), X-Force (1992–1993), Анжелой (1994), Спауном (1993–1999, 2003–2004) и Бэтменом (2011-2015).
Грег Капулло также опубликовал свой созданный комикс, The Creech, изданный Image Comics. Были созданы две мини-серии по три выпуска.
Помимо комиксов, Капулло принимал участие в нескольких проектах, в том числе рисовал обложки альбомов для групп Korn, Disturbed. Был частью команды, которая работала над анимацией в фильме 2002 года The Dangerous Lives of Altar Boys.

## Карьера
Капулло начинал свою карьеру как начинающий художник-самоучка. Он был под влиянием работ Джона Буссема. Он начал свою творческую деятельность с работы в коммерческой рекламе.
Его первая работа в комиксах была публикация под названием Gore Shriek, которая была опубликована в магазине комиксов Fantaco Enterprises в Олбани, Нью-Йорк. Gore Shriek был выполнен в жанре хоррор и была специально помечена как «не предназначена для детей» из-за насильственного и графического содержимого комикса. Благодаря успеху малой серии комиксов и после её завершения, Капулло начал работу в Marvel Comics, где он трудился над журналами Quasar, X-Force и What If?. Три года художник параллельно с Marvel работал на других различных работах. После того, как Капулло начал работать в Marvel, он начал создавать небольшие инди-проекты.
Макфарлейн, Тодд, который покинул Marvel Comics, чтобы основать Image Comics, заметил работу Капулло в X-Force, и убедил его стать художником в комиксе Спаун. Первый выпуск над которым работал Капулло был 16 выпуск, а затем занял пост художника с 26 номера. Капулло с тех пор нарисовал много обложек для многих публикаций Image, в том числе различные врезки и варианты Спауна, и собственную минисерию The Creech. Капулло помог Макфарлейну в создании рисунков и арта для двух тематических контроллеров Halo 3.
Капулло предоставляет макеты для комикса Haunt, который дебютировал в октябре 2009 года. Макет карандашом был сделаны Райан Оуттли до 6 выпуска, а Грег Капулло взял на себя роль ответственного в серии; рисунки чернилами были созданы Тоддом Макфарлейном.
В июне 2011 года в рамках объявление DC о том, что они будут перезапускать все линии супергерев, Капулло был объявлен новым постоянным художником в Batman, наряду с писателем Скоттом Снайдером. В связи с этим, он оставил свою работу по созданию журнала Haunt.
 The Art of Greg Capullo (рус. Искусство Грега Капулло) является книгой с твёрдым переплётом, изданной Image Comics. Книга рассказывает о работе Капулло, начиная от широко признанных обложек и комиксов, и заканчивая ранними иллюстрациями и эскизами.